# Suniario I de Pallars
Suniario I de Pallars (en catalán Sunyer I) (? - V 1010), conde de Pallars (948-1010) y conde consorte de Ribagorza (?-1010), por su matrimonio con Toda de Ribagorza.

## Orígenes familiares
Hijo del conde Lope I de Pallars y su esposa Gotruda de Cerdaña. Era descendiente por parte de madre de los condes Miró II de Cerdaña y de Dela de Ampurias.

## Biografía
A la muerte de su padre, en 948, y por la renuncia de su tío Isarn I de Pallars, ascendió junto con sus hermanos Ramón II y Borrell I a la posesión del condado de Pallars.
En el 995 murieron sus dos hermanos mayores y Ermengol I de Pallars, hijo de Borrell, fue designado heredero de su padre y cogobernó junto con Suniario I. En 1010 a la muerte de Suniario, sus dos hijos apartaron a Ermengol I, medio hermano suyo, del poder y se dividieron los territorios del condado de su padre a partes iguales, creando dos nuevos condados: el condado de Pallars Jussá y el condado de Pallars Sobirá.

## Nupcias y descendencia
Se casó en primeras nupcias con Ermengarda de Rouergue, hija de Ramón de Rouergue y viuda de su hermano Borrell I de Pallars. De esta unión nacieron:
- Ramón III de Pallars Jussá (?-1047), conde de Pallars Jussá
- Guillermo II de Pallars Sobirá (?-1035), conde de Pallars Sobirá
- Ermengarda de Pallars, casada con Guillermo de Castellbó

Se casó en segunda nupcias con la condesa Toda de Ribagorza. De esta unión no hubo descendencia.
| Predecesores: Lope I e Isarn I | Conde de Pallars 948-1010 Con Ramón II (948-995) Con Borrell I (948-995) Con Ermengol I (995-1010) | Sucesores: Ramón III Conde de Pallars Jussá Guillermo II Conde de Pallars Sobirá |